# ハロウィンの仮装

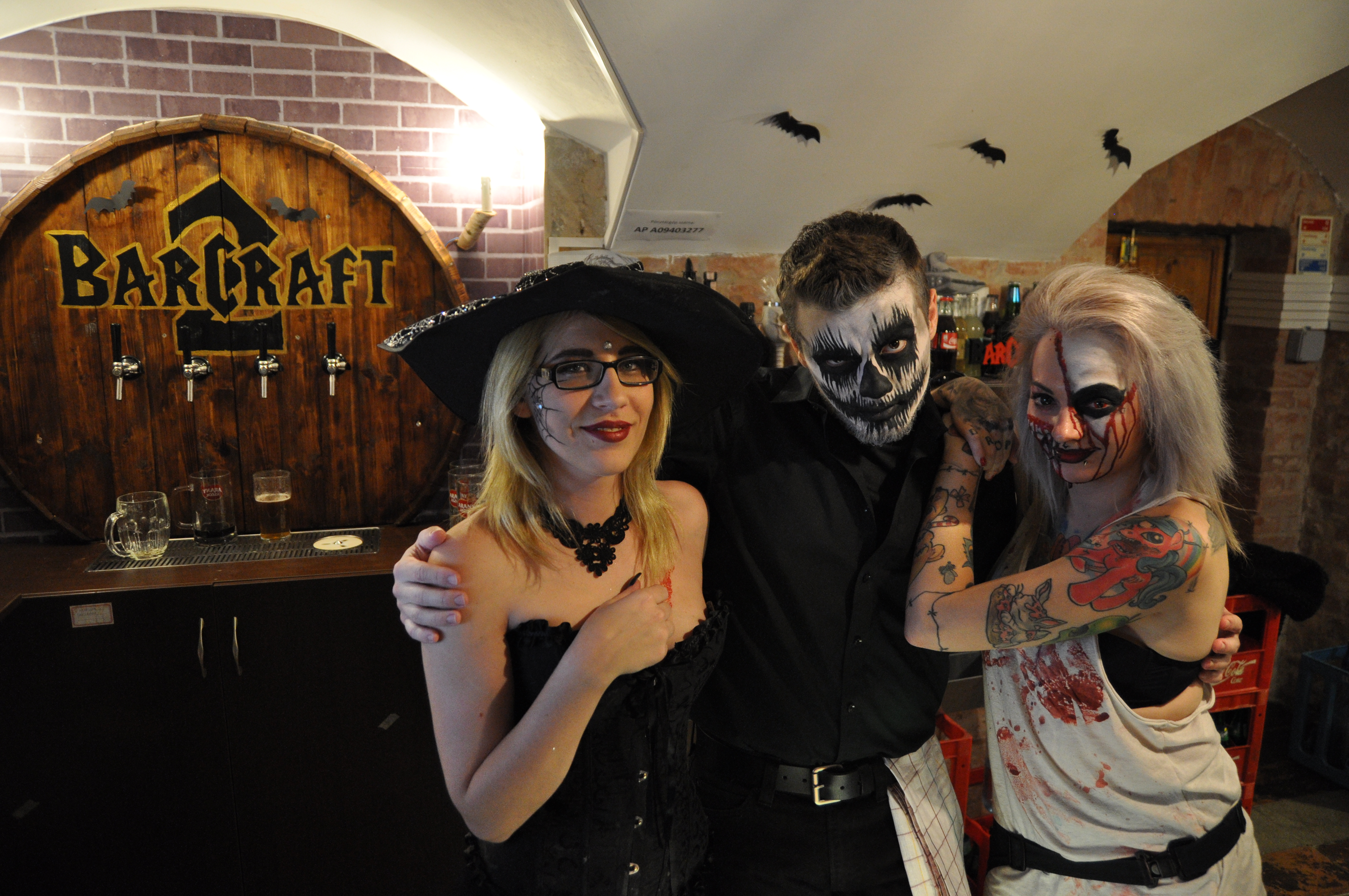
ブダペストでハロウィンにグールに仮装した人々

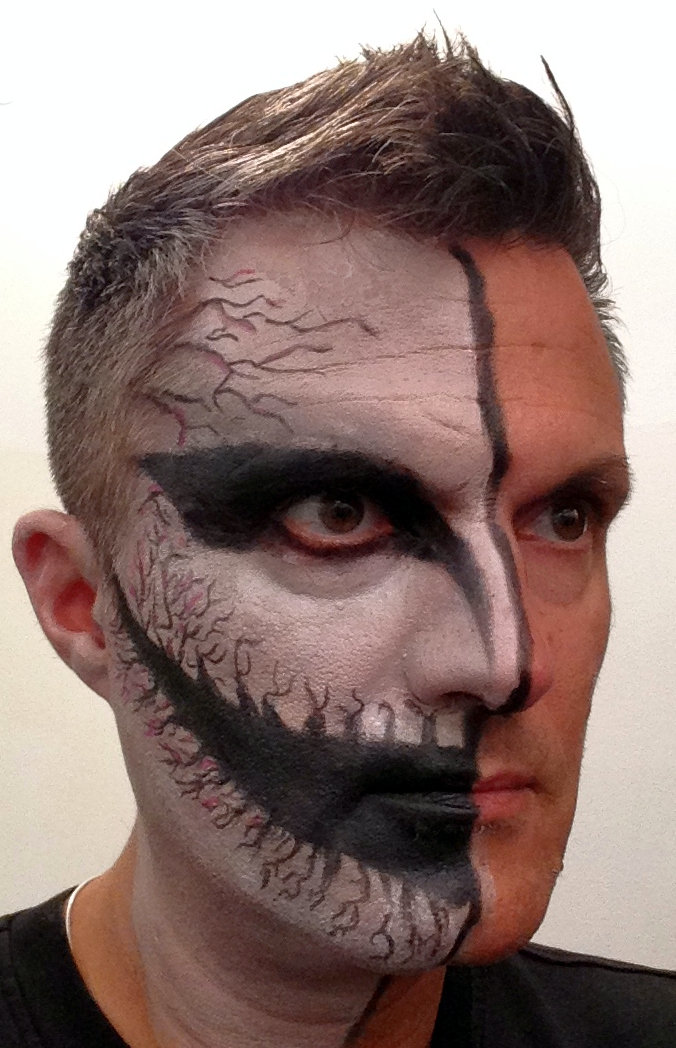
ハロウィンに仮装の一部として顔にメイクをするのはよくあることであり、しばしば映画やテレビ番組に出てくるさまざまなキャラクターやホラーのアーキタイプを参照したものになる。

ハロウィンの仮装（ハロウィンのかそう、英語: Halloween costumes）とは、毎年10月31日に開かれるハロウィンのお祭りで着用される仮装コスチュームのことである。現存する最も古い言及は1585年のスコットランドのものだが、これより早くから存在した可能性もある。18世紀から19世紀の間、スコットランドのケルト諸語圏やアイルランド、マン島、ウェールズで多くの言及が見られる。文献では、ケルト人のお祭りであるサウィン祭、カランガイアフ、またキリスト教の祭日である諸聖人の日の期間の期間に行われるソウリングという慣習から派生した文化である可能性が指摘されている。死の舞踏を認めるキリスト教の伝統も、ハロウィンに仮装をする起源と関連しているかもしれない。キリスト教徒の仮装はハロウィンのみに厳密に限られるものではなく、クリスマスのような祭日にも似たような習慣が存在することがある。

## 歴史

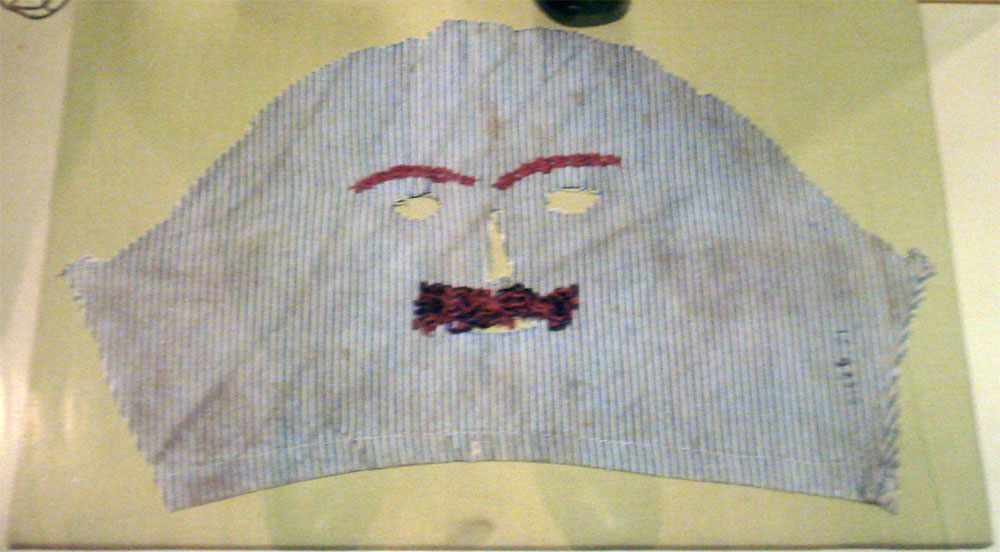
アイルランドのカントリーライフ博物館に展示されている20世紀初頭のハロウィンのマスク（"rhymer"や"vizor"と呼ばれる)。

ハロウィンに仮装をすることは、人々のハロウィンの時期に超自然的存在や死者の魂が地球をさまようという信仰からきたものかもしれない。この慣習は、10月31日に開かれる冬の始まりを告げるケルト人の祭りに起源があるかもしれない。この祭りはアイルランドやスコットランド、マン島ではサウィン祭、ウェールズやコーンウォール、ブルターニュではカランガイアフと呼ばれている。この祭りはキリスト教以前の時代に起源を有すると考えられている。アイルランドが5世紀にキリスト教化された後、この地域で諸聖人の日の前夜をキリスト教式に祝う際に以前のこうした習慣が保存され、先祖の伝統とキリスト教の伝統が混ざった状態でサムハインやカランガイアフなどと呼ばれ続けた可能性がある。この時期は境界が妖精（イース・シー）や死者の魂が簡単にこの世に現れる、境界が薄くなる時だと考えられていた。

16世紀には人々が仮装して家を回るガイジングやママーズ・プレイの習慣が祭りに含まれるようになっており、通常、食べ物と交換で詩や歌を歌っていた。もともとはイース・シーや死者の魂の格好をし、かわりにお供え物をもらうような伝統があったのかもしれない。イース・シーや死者の魂を真似たり、仮装をしたりすることにより、こうした存在から身を守れるとも思われていた。ママーズ・プレイやガイジングをする人々は「冬の古い精霊を体現し、幸運と引き換えに報奨を要求した」。F・マリアン・マクニールによると、非キリスト教の古代の祭りには仮面をつけたり仮装をしたりして精霊の姿をとった人々が出席し、聖なるかがり火からとってきた灰で顔にしるしを付けたり黒く塗ったりしていたという。アイルランド南部の一部地域では、白馬に扮した男性が若者を連れて食べ物と引き換えに詩を吟じながら家から家へと回り、吟ずる詩の中には非キリスト教的な意味のあるものもあった。もしその家が食べ物を寄付したら幸運が訪れるが、やらないと不運に見舞われるという。19世紀のイングランドでは、若者たちが仮面をつけたり、色を塗ったり黒くしたりした顔で家から家へと練り歩き、しばしば歓迎されないとイタズラをすると脅した。ウェールズの一部地域では、男性がgwrachodと呼ばれる恐ろしい存在の仮装をし、一方で若者が異性装する地域もあった。ヨーロッパの他の地域では、ママーズ・プレイや仮装は毎年行われる他の祭りで行われていた。しかしながらケルト諸語圏ではこうした習慣は「超自然的存在が出てくる夜にとくにふさわしく、そうした夜には人間の放浪者がこうした存在を真似して追い払うことができる」とされていた。

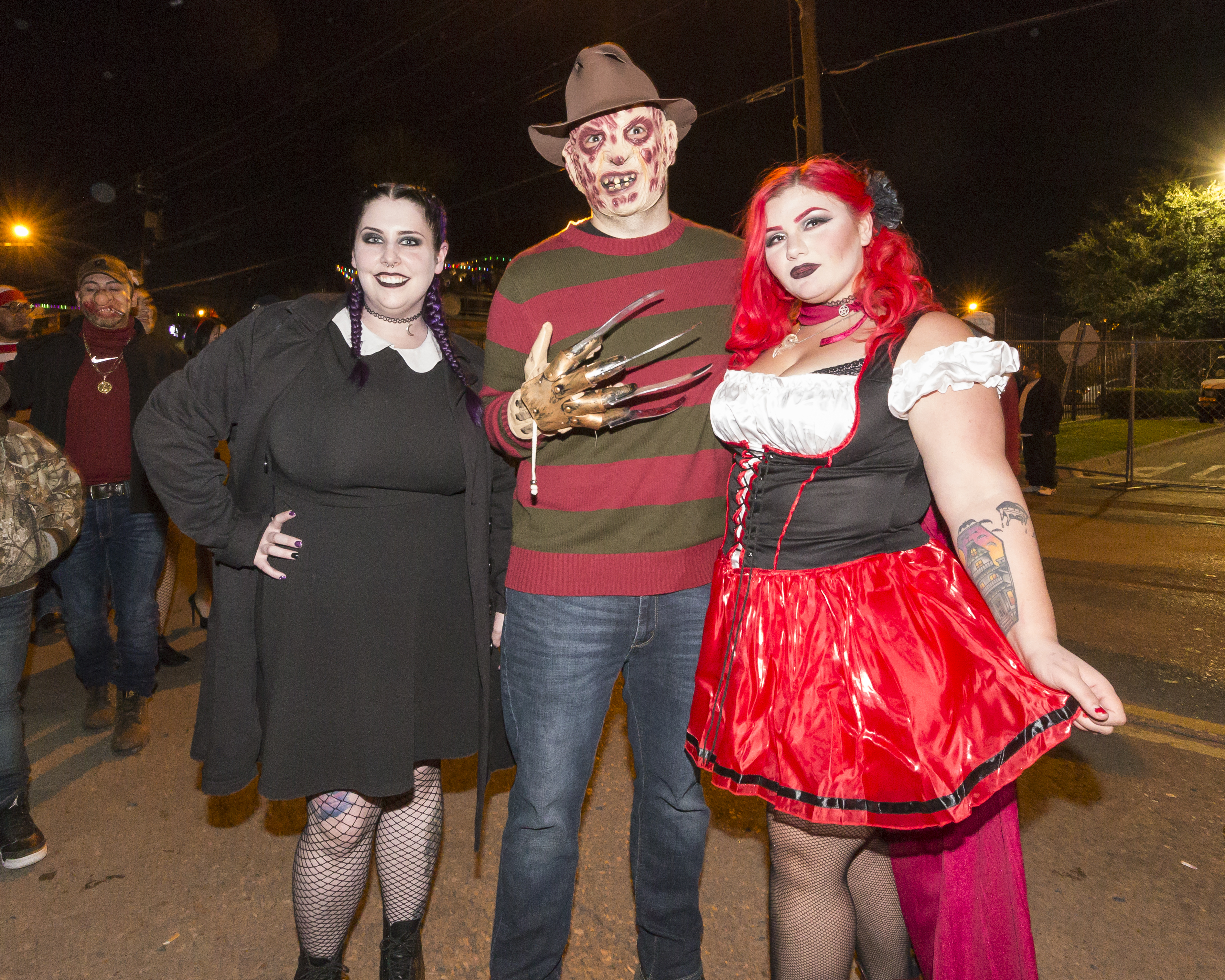
ハロウィンに仮装した人々

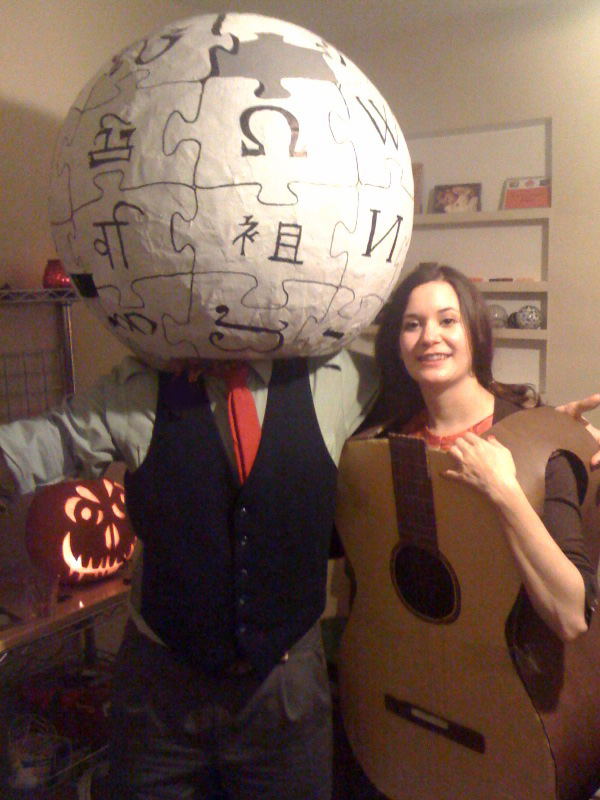
ハロウィンにウィキペディアのロゴの仮装をする人

ハロウィンに仮装をするのはソウリングという文化から発展したものであるという考えもあり、このソウリングは遅くとも15世紀以降にヨーロッパ西部のキリスト教徒が行っていた。諸聖人の日の時期には貧しい人々の一団が家々の戸口を回り、死者の代理として、あるいはお祈りを捧げるのと引き換えに、ソウルケーキを受け取った。19世紀のあるイングランド人の作家は、「風変わりな仮装をした子どもたちの一団が、農家や小屋をまわりながら歌を歌い、ソウルケーキと呼ばれる菓子やりんご、お金など、家の主婦がくれるようなものを欲しがった」と述べている。ソウリングをする者は、「ソウルケーキと引き換えに全てのキリスト教徒の魂の救済を」と頼んだ。 このならわしは、ウィリアム・シェイクスピアの芝居『ヴェローナの二紳士』（1593）でも簡単に言及されている。 キリスト教の聖職者であるプリンス・ソリエ・コンテフは、仮装についてこう記述する。「死者の魂は諸聖人の日まで地球をさまよい、その前夜にだけ、あの世に行く前に死者が敵に復讐を果たす最後の機会が与えられる、と伝統的に信じられている。この復讐を行う魂から顔を判別されないように、人々は仮面をつけたり仮装したりして変装する」。中世では、諸聖人の日の時期に殉教した聖職者の像や聖遺物を持って通りを行進した。こうしたものを持つ余裕がなかった教会の中には、かわりに人々に聖人に扮してもらったところもあった。今日でも、ハロウィンのお祝いで聖人や聖書の登場人物、宗教改革者に扮するならわしを続ける信者がいる。大陸ヨーロッパ、特にフランスの多くのキリスト教徒は、ハロウィンを「教会の墓地の死者が起き上がって荒々しく恐ろしい祭礼をする」と考えており、これは死の舞踏として知られるもので、しばしば教会の装飾にも描かれている。『クリスチャントゥデイ』で刊行されたある記事は、死の舞踏は村のショーや宮廷仮面劇で「様々な社会階層の人の死体に扮装」した人々により上演されており、これはハロウィンの仮装パーティーの起源であると主張した。

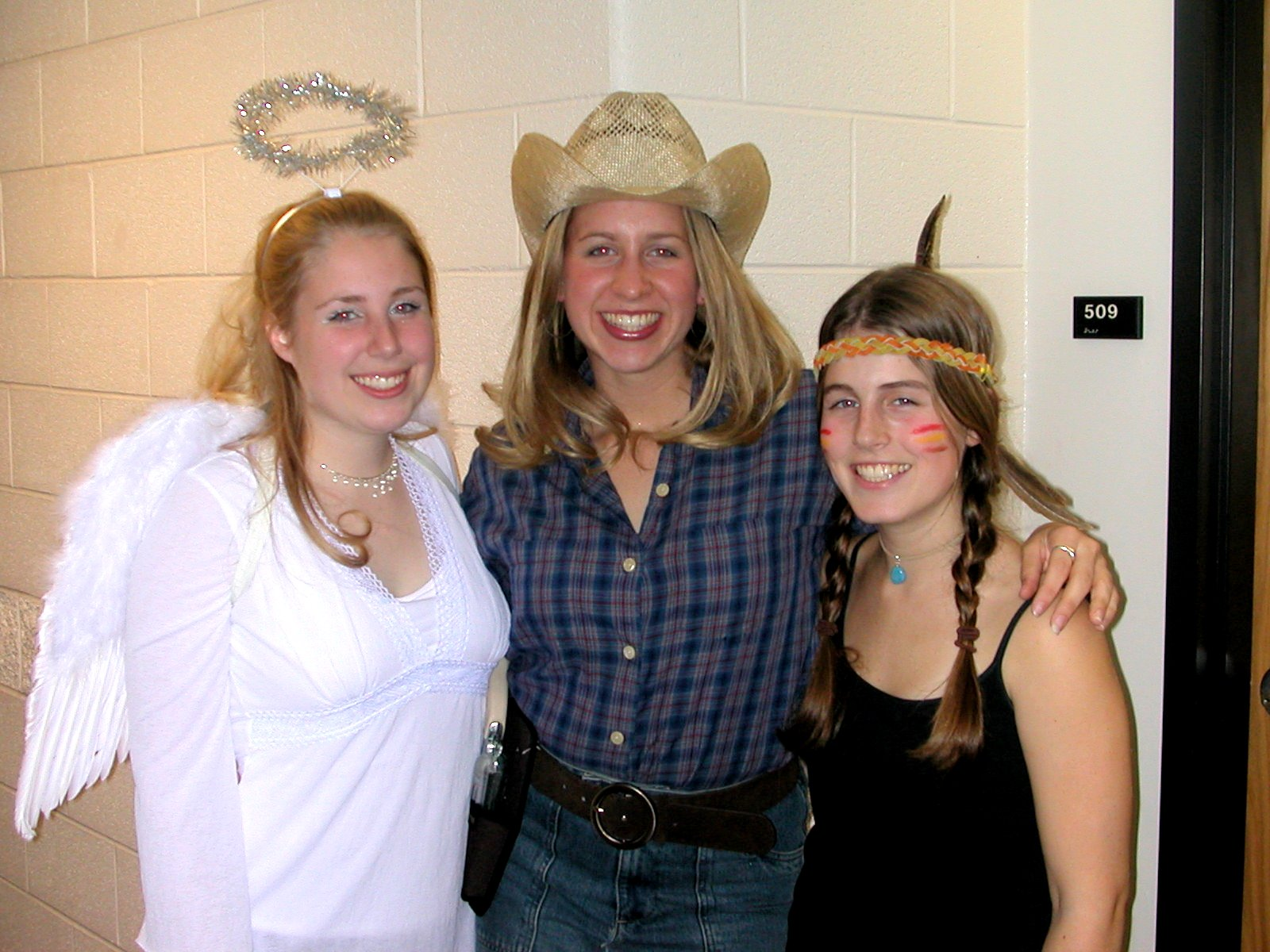
ハロウィンの仮装をした大学生

北アメリカでのハロウィンにおけるガイジングの慣習は1911年に初めて記録されており、オンタリオ州キングストンの新聞が近所を「ガイジング」して回る子供たちについて報道した。19世紀のアメリカでは、ハロウィンは仮装行列と「みだらなバカ騒ぎ」として祝われた。しかしながら、この祭りをヴィクトリア朝の道徳観念に沿うようなものにする努力がなされ、ハロウィンは公の場で皆で祝う祭日というより私的な祭りになり、酒や官能にかかわる祝いはなくなり、子供だけが祝う祭日として捉えられるようになった。初期のハロウィンの仮装はハロウィンのゴシック的性質に重きを置いていて、主として子供たちのためのものだった。仮装のための衣装やメイクについても、買った物を活用することはあっても家で作られていた。しかし1930年代になると、ハロウィンのトリック・オア・トリートが北アメリカで人気になるにつれ、A・S・フィッシュバックやベン・クーパーなどの会社がハロウィンの仮装衣装を大量生産して店頭で販売するようになった。ハロウィンの仮装はしばしば超自然的存在や恐ろしい生き物を模してデザインされた。伝統的には吸血鬼や狼男、ゾンビ、おばけ、骸骨、魔女、ゴブリン、トロール、悪魔などのモンスターのコスチュームが多いが、その後宇宙人やスーパーヒーローのようなSFに触発されたキャラクターの仮装も出てきた。大統領やスポーツ選手、有名人、映画・テレビ番組・文学の登場人物のようなポップカルチャーの著名な人物の仮装もある。また女性や一部の男性は、こうした機会以外で社会的に受け入れられるような衣装より多く肌を見せるセクシーで露出度の高い衣装をまとう言い訳として使っている。日本では「派手な仮装ではなく、地味でリアルな仮装をして楽しむ」地味ハロウィンという仮装イベントもある。
ハロウィンの仮装パーティーは10月31日かそのあたりに開かれ、多くはこの祝日直前の金曜や土曜である。ハロウィンパーティーは西洋諸国において、スーパーボウルや大晦日に次ぐ3番目に人気のパーティーである。

## 経済

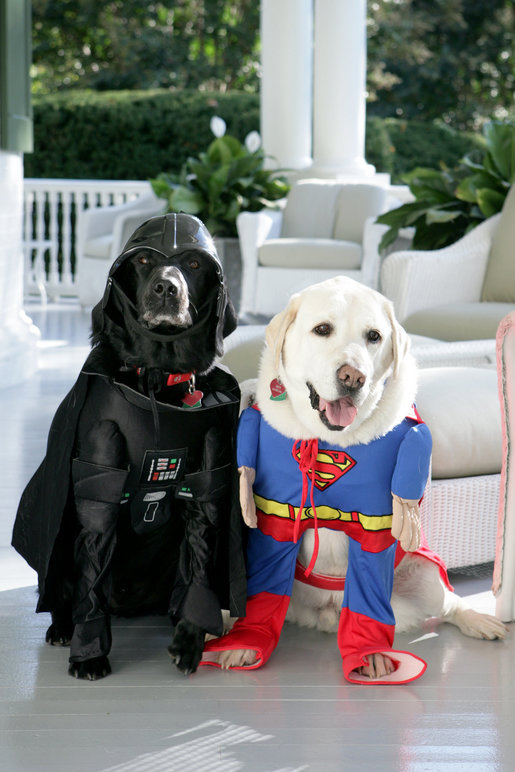
ディック・チェイニーの飼い犬がハロウィンにダース・ヴェイダーとスーパーマンに仮装している様子

全米小売業協会のために研究者が実施した調査によると、アメリカ合衆国では2005年のハロウィンに53.3％の消費者が仮装コスチュームを買う予定であり、平均38.11ドルを払うということであった（前年の10ドルより支出が増加していた）。さらに2006年には全体で49億6千万ドルが支出されると推測され、これは前年の33億ドルから有意に増加していた。混乱した経済状況のせいで多くのアメリカ人はハロウィンの支出を切る詰めるようになっている。2009年には全米小売業協会はアメリカの世帯はハロウィンの支出を15％程度も減らして56.31ドルにすると予想した。2013年にはアメリカ人はハロウィンのお祝いのために69億ドルを支出すると予想されており、そのうち26億ドルは衣装代（子どもの衣装より大人の衣装に費やす額のほうが多い）と推定され、3億3千万ドルはペットの衣装代であった。2017年にはアメリカ人は91億ドルはハロウィン関連商品に出費し、そのうち34億ドルはハロウィンの仮装の衣装代と推測された。全米小売業協会の他の調査によると、2019年にはハロウィンの買物をする人のうち67％は衣装を買っており、総計32億ドルの支出となった。2022年のハロウィンの支出は1千6億ドルという見積もりであった。

## 政治

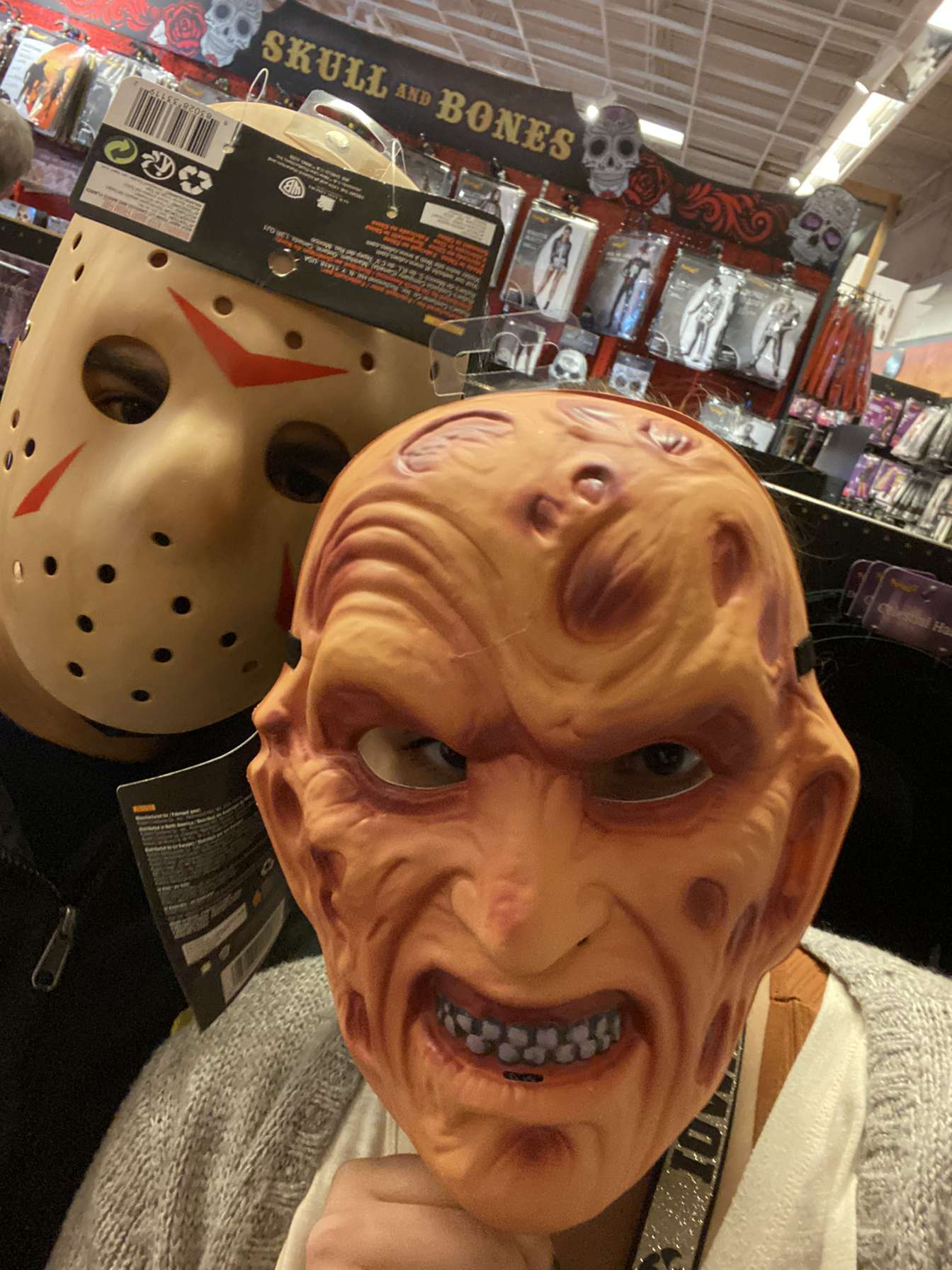
アイオワ州の衣装店でハロウィンのマスクを試着するカップル

現代の西洋におけるハロウィンの仮装は時として現代の人やものを真似ていることがあり、その政治的・文化的意味合いに関連して解釈されることがある。ハロウィンの仮装衣装がジプシーやアメリカ先住民など人々の集団を無批判にステレオタイプ的に用いている場合、文化の盗用と非難されることもある。アメリカ合衆国移民・関税執行局長官のジュリー・マイヤーズは、アメリカ合衆国移民・関税執行局のハロウィンパーティでドレッドロックスとブラックフェイスを用いて「ジャマイカの逃亡囚人」に扮して「ベストコスチューム」賞を受賞した際、スキャンダルになった。

## 関連文献
- Galembo, Phyllis. Dressed for Thrills: 100 Years of Halloween Costumes and Masquerade. New York: Harry N. Abrams, 2002.